# Grumari
Grumari és un barri de la regió administrativa de Guaratiba, en la Zona Oest del municipi del Rio de Janeiro. És famós per les platges salvatges, tant la principal, platja de Grumari, com també les platges del Perigoso, do Meio, Funda, i do Inferno, totes aquestes accessibles per corriols o pel mar.
Limita amb els barris Barra de Guaratiba i Recreio dos Bandeirantes.
El seu IDH, l'any 2000, era de 0,894, el 31è millor de la ciutat de Rio de Janeiro.

## Història

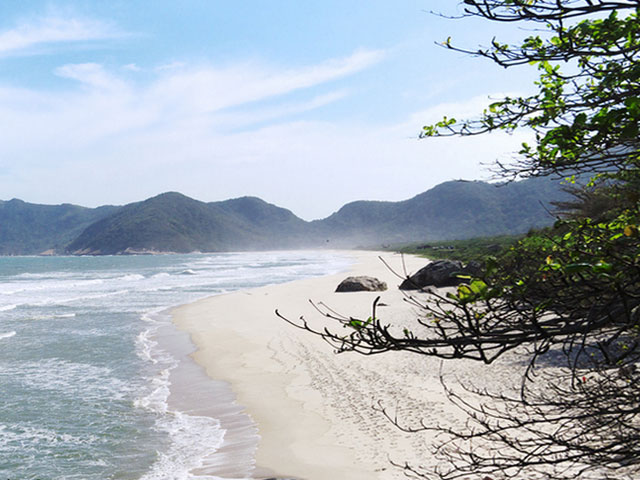
Vista de la Platja.

Conegut principalment per la bellesa de la seva platja. És el barri menys populós de la ciutat, ja que gran part de la seva superfície és ocupada per la platja i per una àrea de protecció ambiental.
El seu nom, que ve de l'indígena “CURU” (seixos, pedres soltes) i “MARI” (que produeix aigua), també és el nom d'un arbre trobat en les costes de la regió. Envoltada per les serres del Grumari, de Guaratiba i de Piabas, és l'última àrea natural i preservada del litoral carioca.
Constitueix el Parc Natural Municipal del Grumari, catalogat per l'Estat en 1985, i pel Municipi, el 1986. Pràcticament aïllada, el seu accés es donava per la carretera vella de Grumari, sinuosa i estreta, des de Guaratiba o pel corriol colonial en la Serra de Piabas. En la dècada de 1970, va ser oberta l'Avinguda Estado da Guanabara, connectant el barri a Recreio dos Bandeirantes.
A Grumari hi ha, també, la Platja do Abricó, per als adeptes del naturisme i la Prainha, catalogada, el 1989, com Àrea de Preservació Ambiental – APA - freqüentada per surfistes. Aquesta última integrava l'antiga propietat de Catarina de Sá i Benevides, de temps colonials.

## Dades
El barri de Grumari forma part de la regió administrativa de Barra de Tijuca. Els barris integrants de la regió administrativa són: Barra da Tijuca, Camorim, Grumari, Itanhangá, Joá, Recreio dos Bandeirantes, Vargem Grande, Vargem Pequena.
La denominació, delimitació i codificació del Barri va ser establerta pel Decret Nº 3158, de 23 de juliol de 1981 amb alteracions del Decret Nº 5280, de 23 d'agost de 1985.

## Galeria

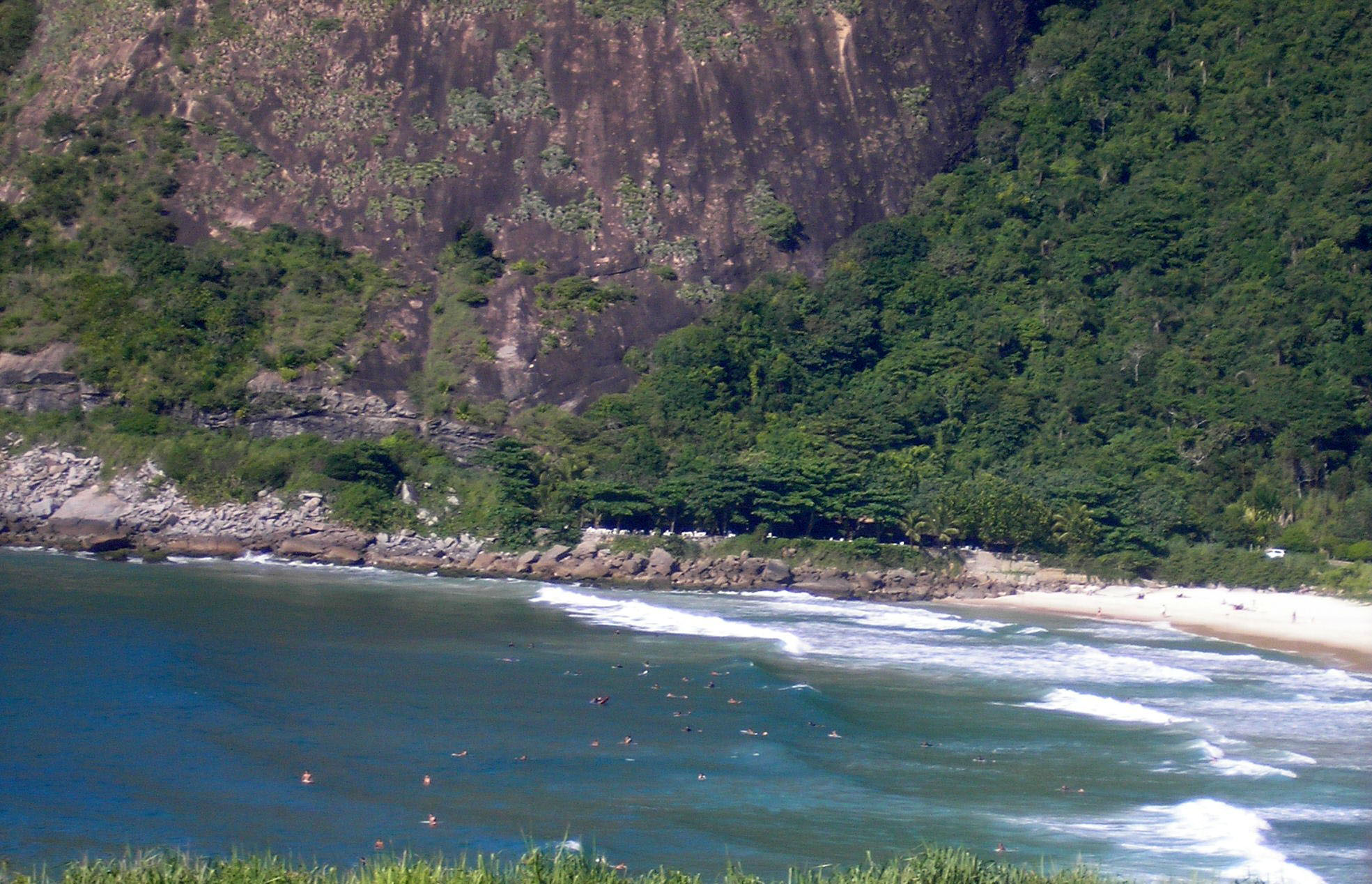
Prainha, un dels millors llocs per fer surf a la ciutat de Rio de Janeiro
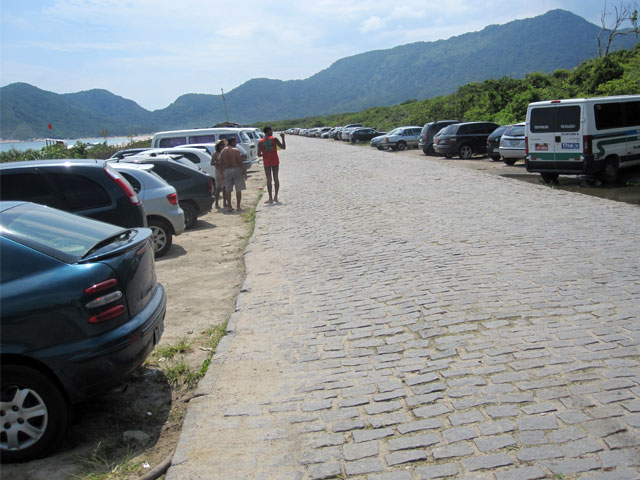
Aparcament a la platja de Grumari
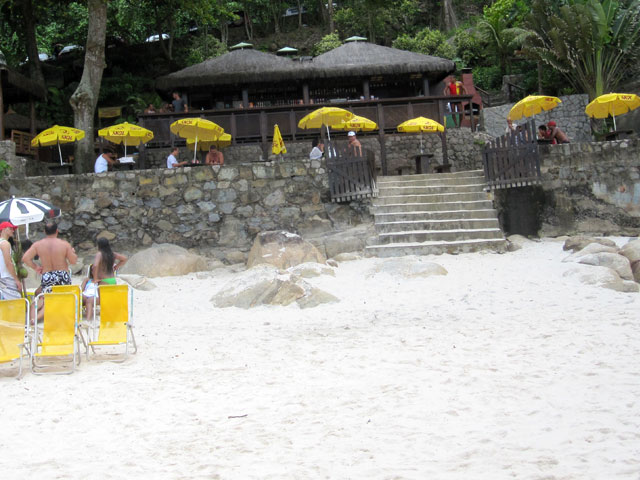
Quiosc al costat de la platja
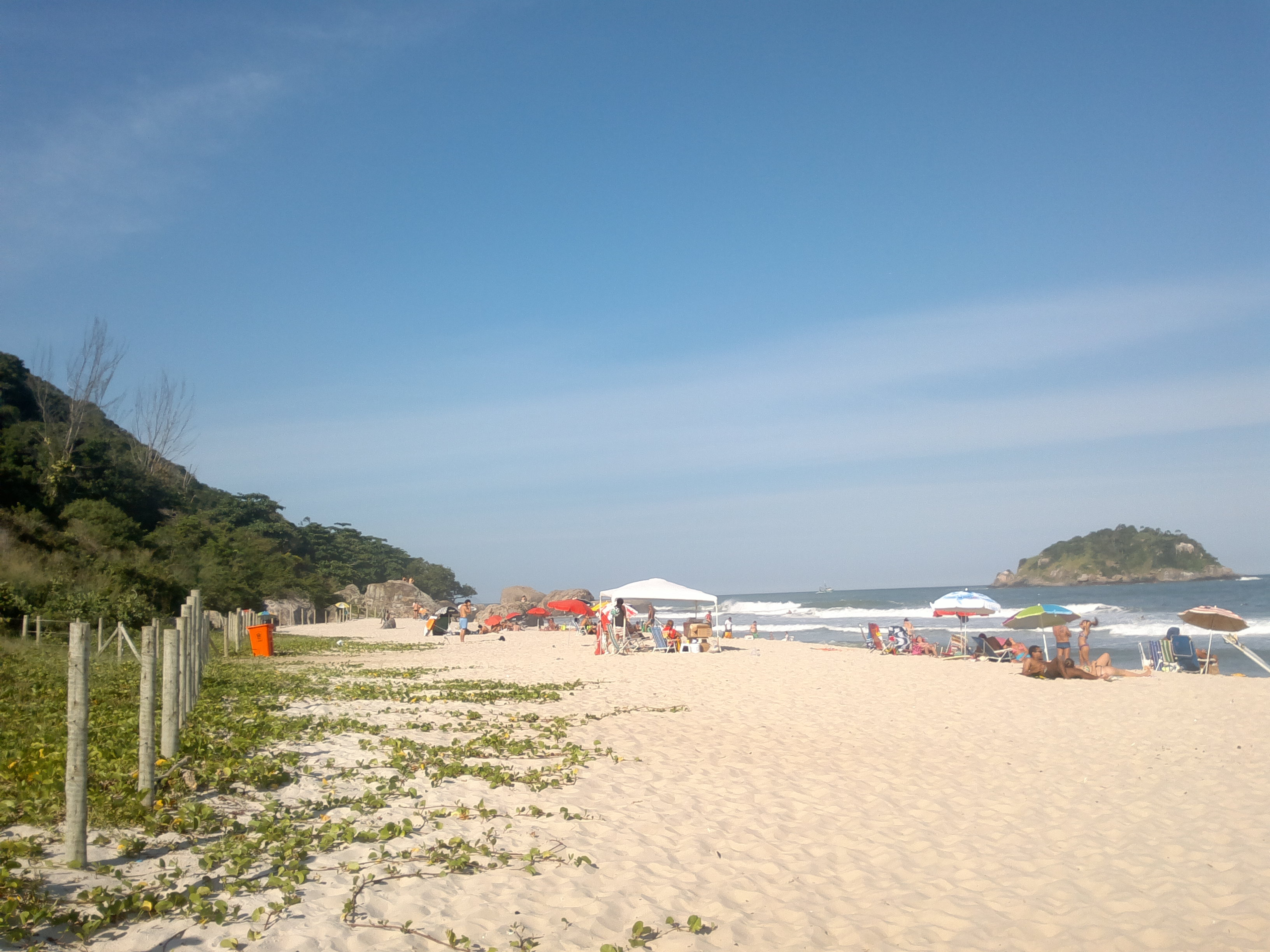
Praia do Grumari, Zona Oest de Rio de Janeiro, banda esquerra
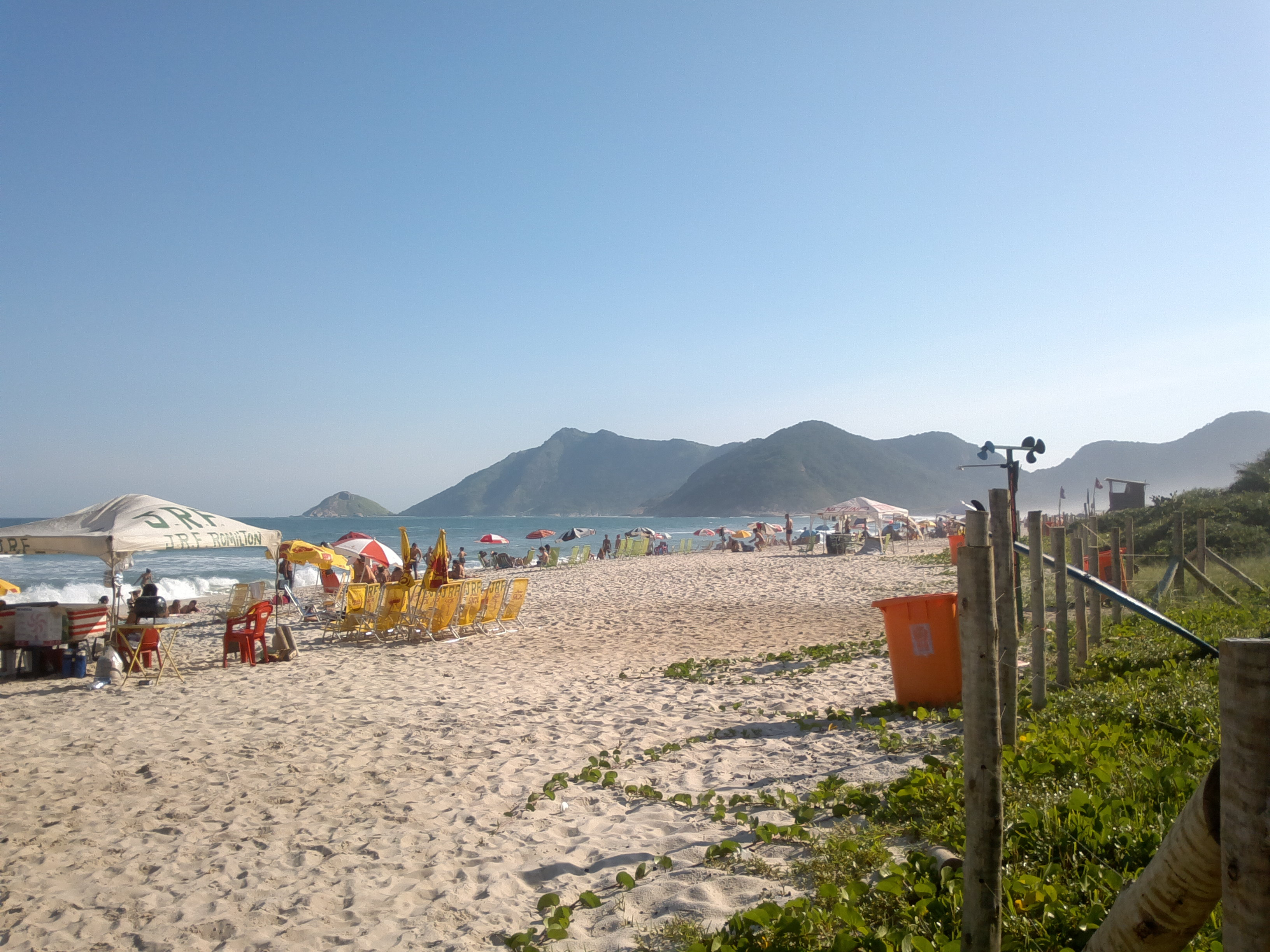
Praia do Grumari, zona oest de Rio de Janeiro, banda dreta
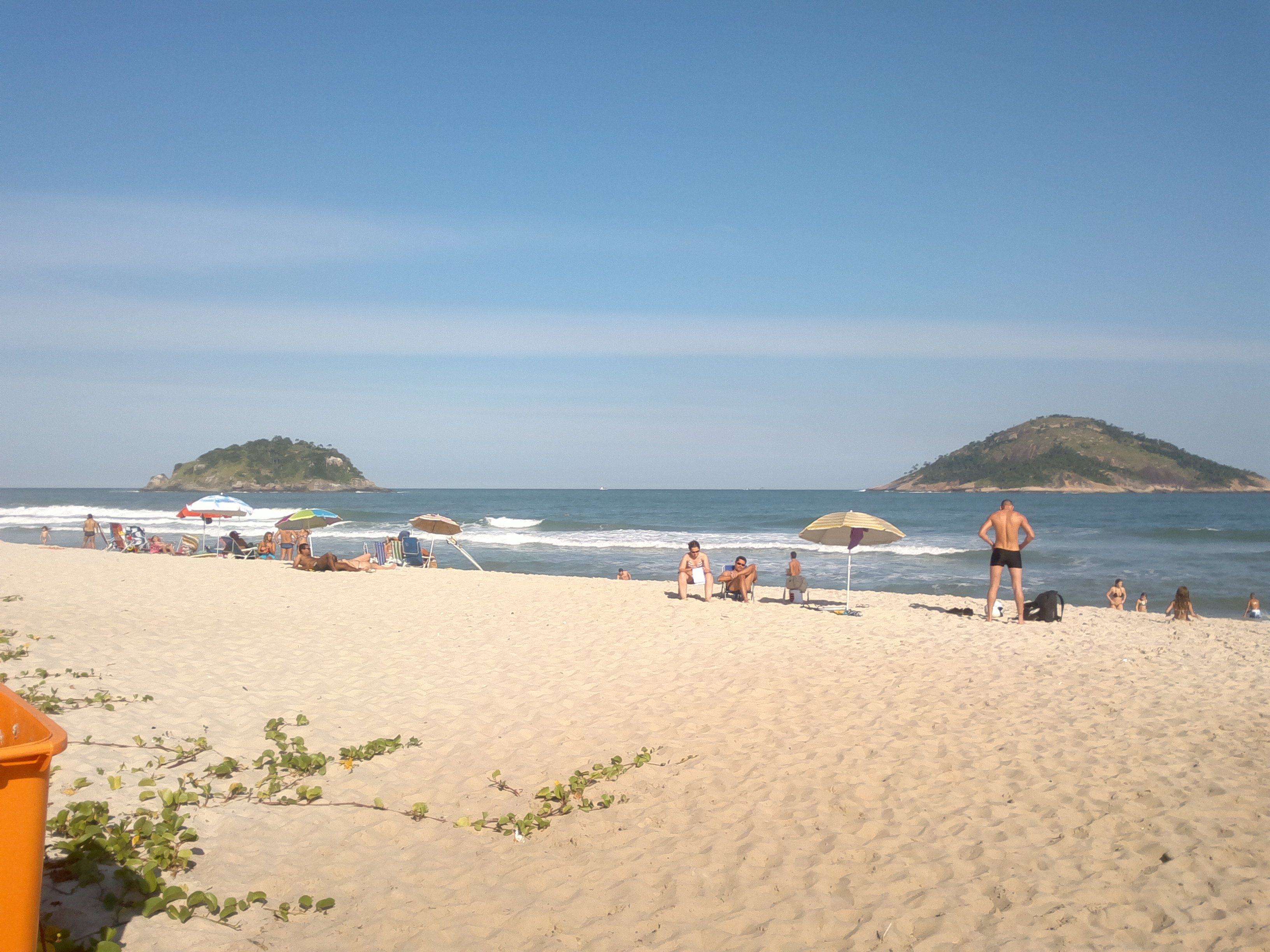
Praia do Grumari, Zona Oest de Rio de Janeiro, Illes
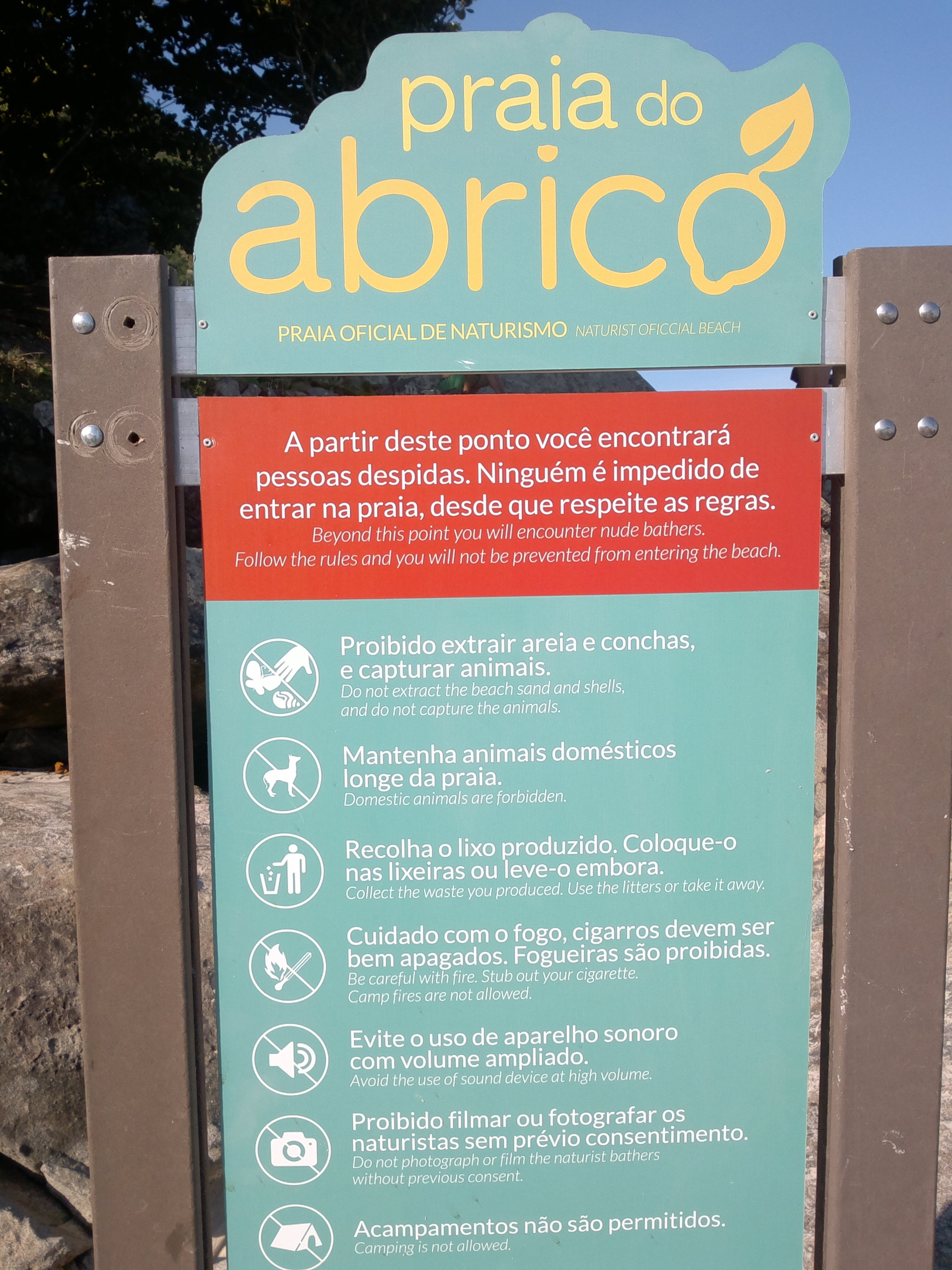
Platja d'Abricó, l'única platja de naturisme de la ciutat.
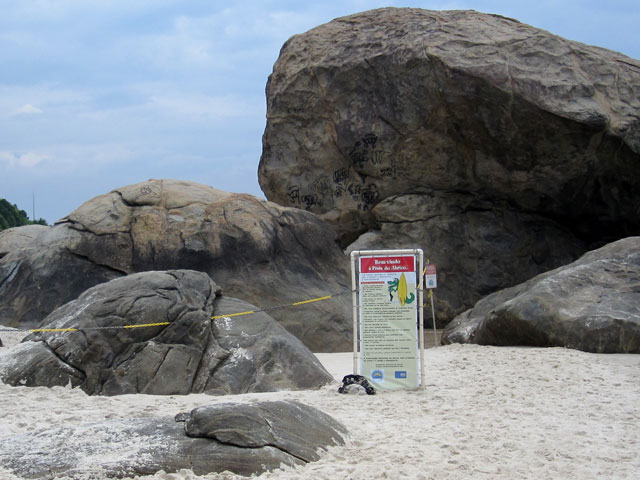
Entrada a la platja nudista d'Abricó
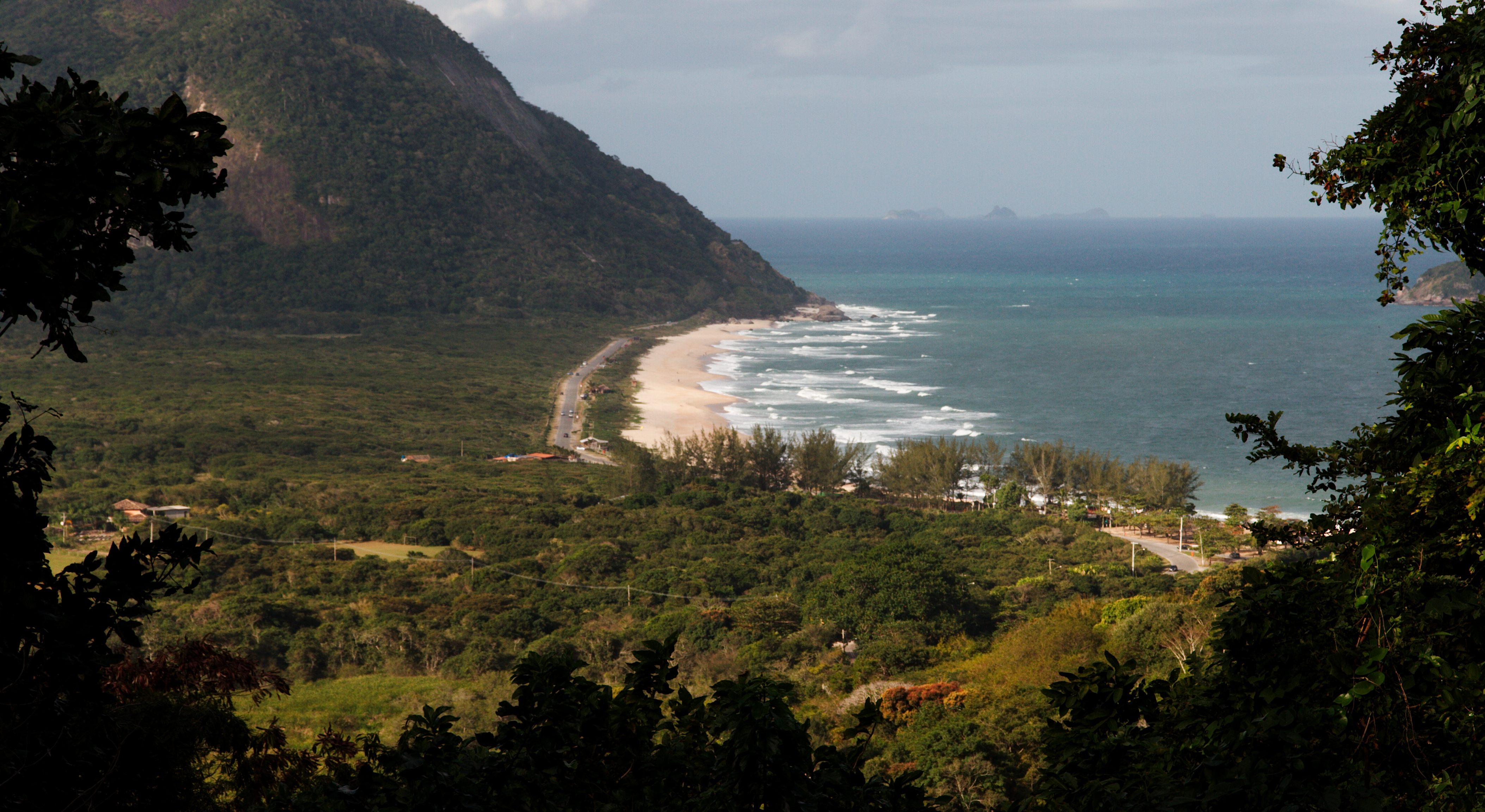
Visió general de Grumari
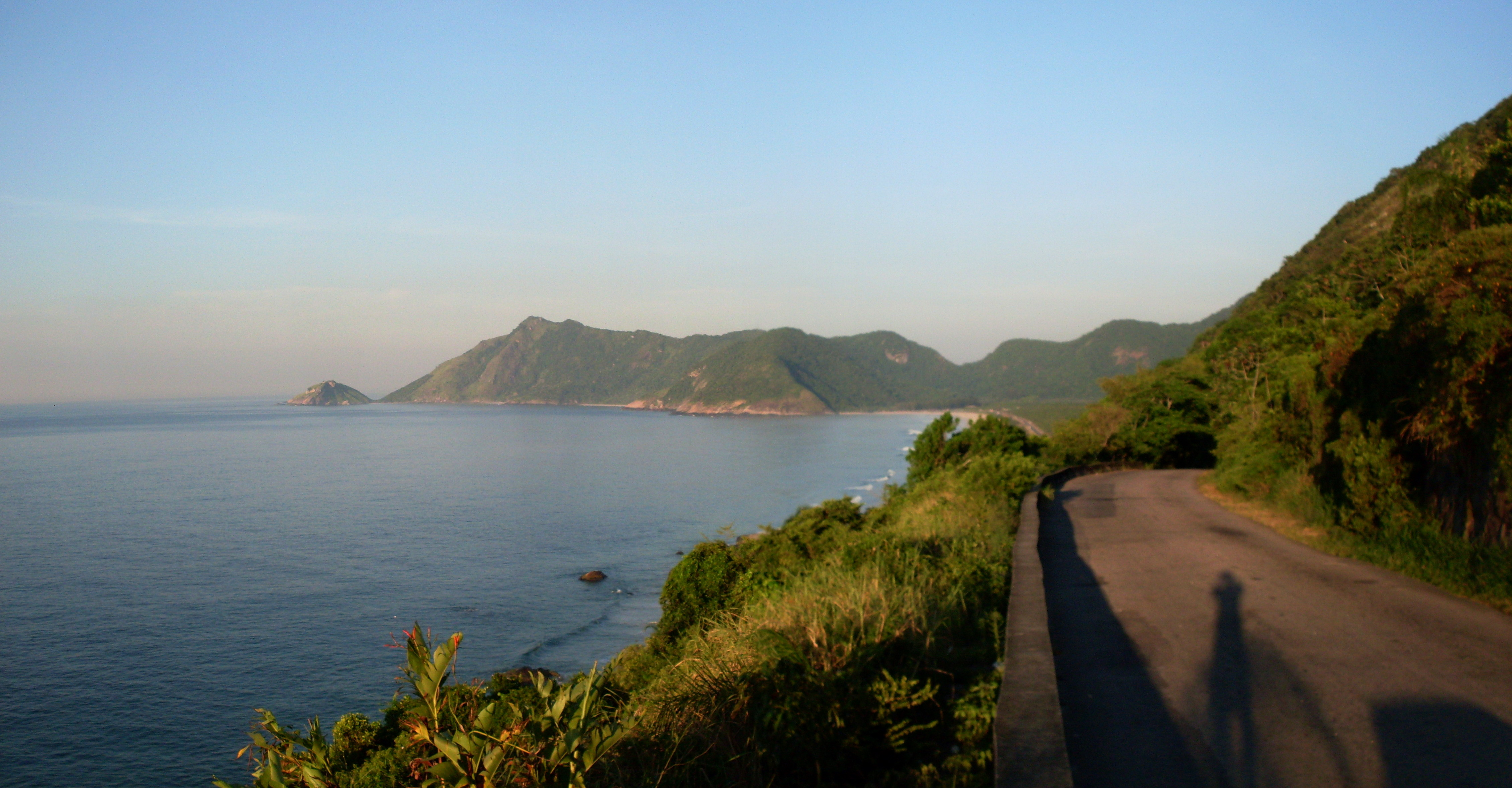
Carretera d'accés a Grumari
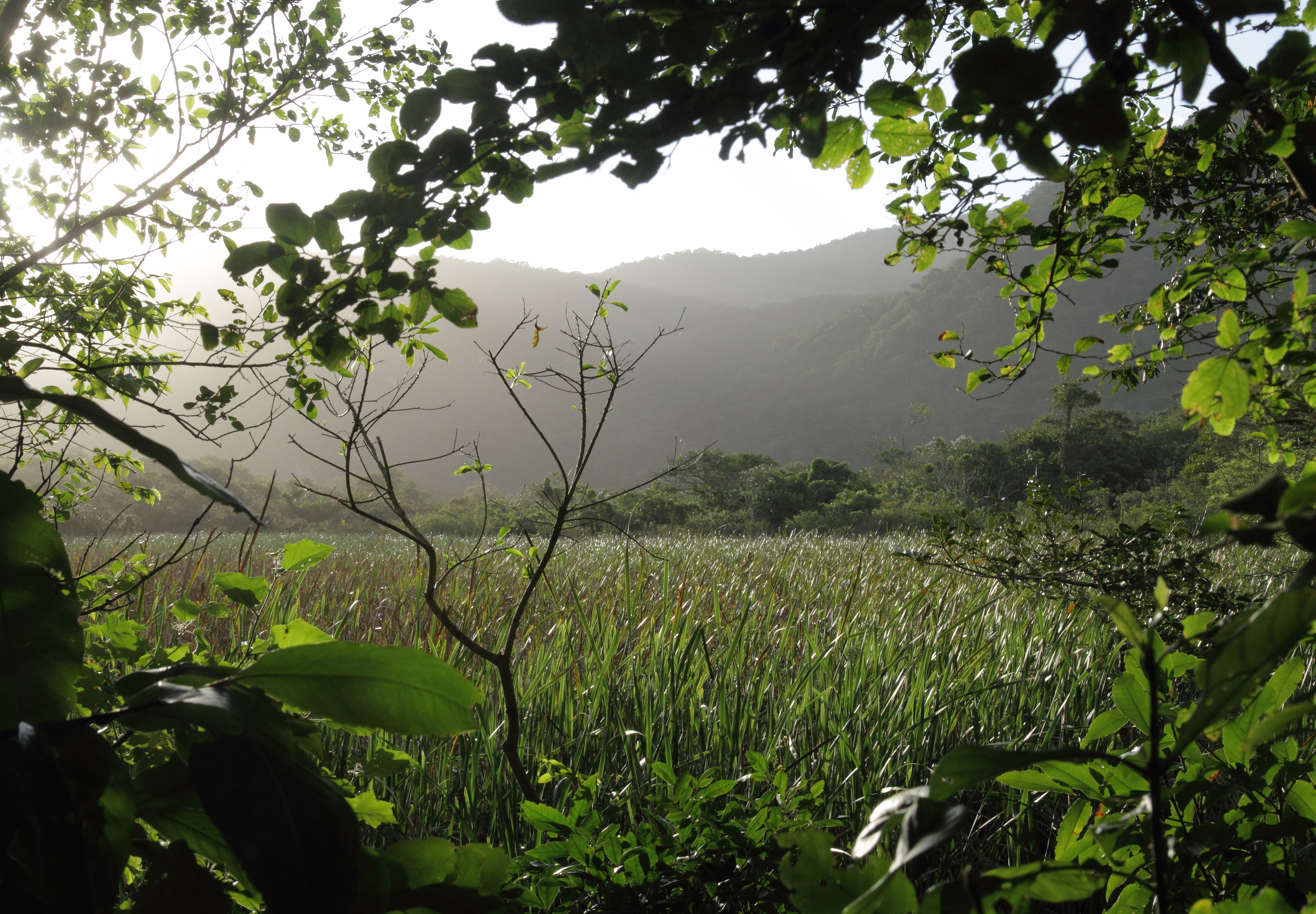
Pantà a l'interior del barri
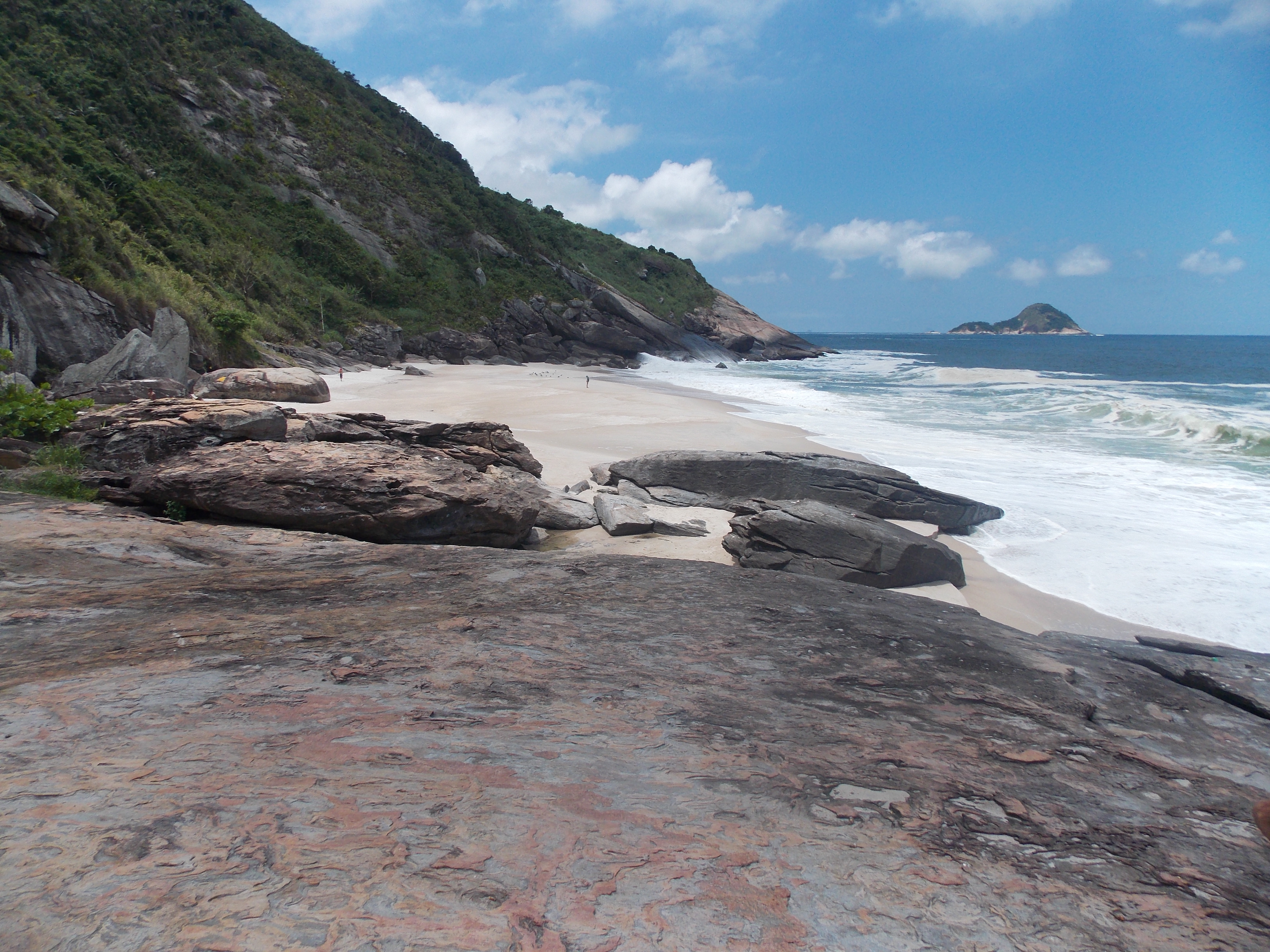
Praia do Inferno, una de les cinc platges verges i salvatges del barri
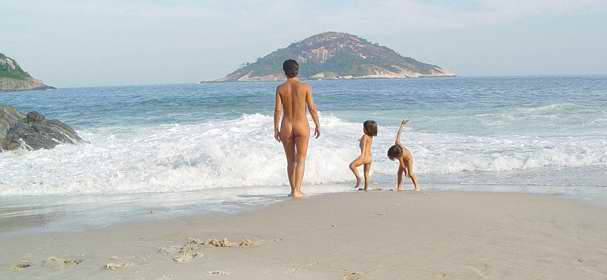
Praia do Abricó
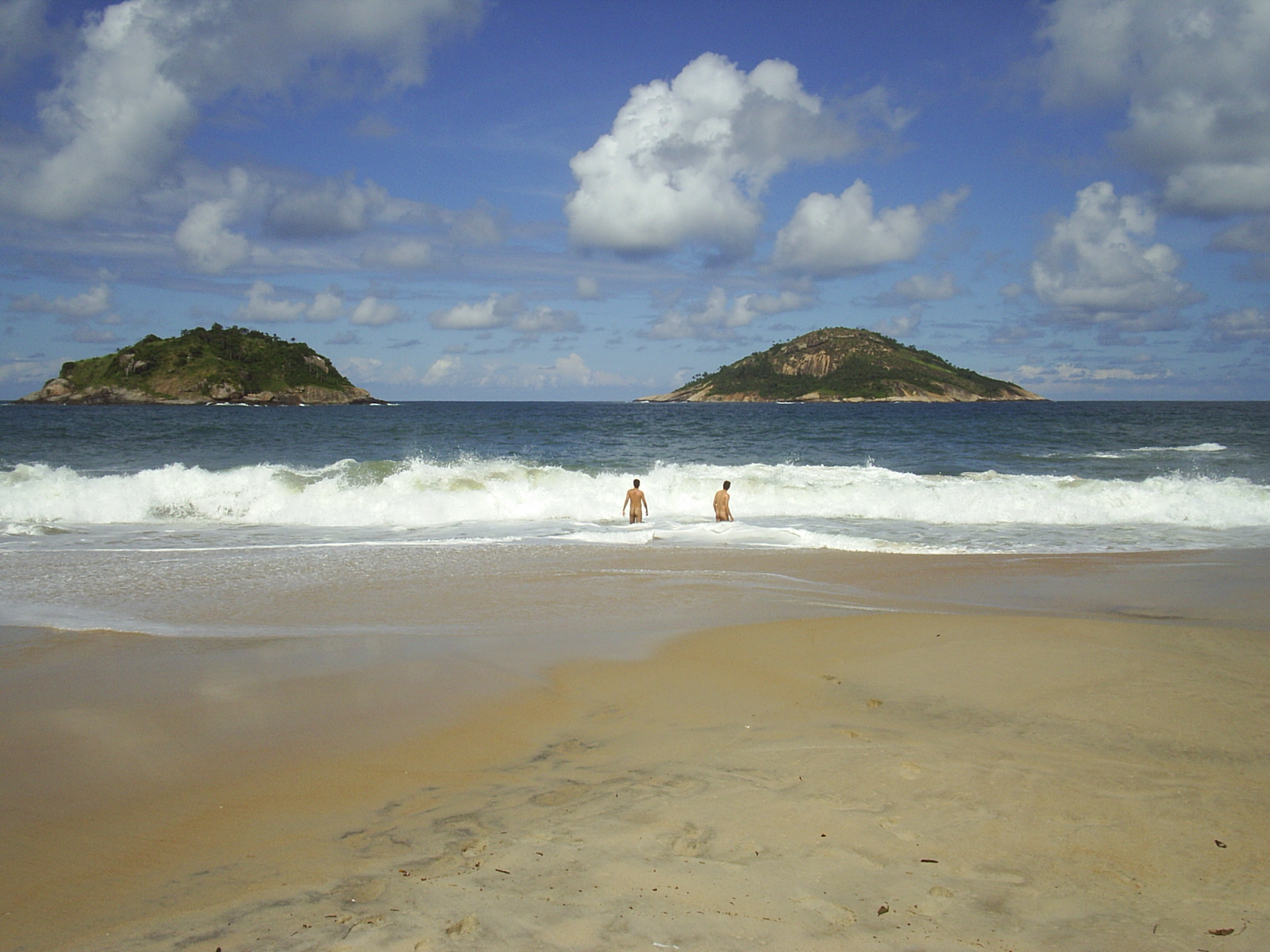
Platja nudista a la banda esquerra de la platja Grumari, (Platja Abricó)